# Ambasada Hiszpanii przy Stolicy Apostolskiej
Ambasada Królestwa Hiszpanii przy Stolicy Apostolskiej (hisz. Embajada de España en Santa Sede) – misja dyplomatyczna Królestwa Hiszpanii przy Stolicy Apostolskiej. Ambasada mieści się w Rzymie, w pobliżu Schodów Hiszpańskich (które wzięły nazwę od ambasady).
Ambasador Hiszpanii przy Stolicy Apostolskiej akredytowany jest również przy Zakonie Kawalerów Maltańskich.

## Historia
Od XVI do XVIII w. oprócz świeckich ambasadorów w Rzymie Hiszpania posiadała reprezentujących jej interesy wobec papieża kardynałów-protektorów, którzy w imieniu króla Hiszpanii mogli nawet wpływać na przebieg konklawe, zgłaszając ekskluzywę (choć mógł ją zgłosić również kardynał niebędący protektorem).